# Imp (She-Ra)
Imp è un personaggio del cartone animato statunitense She-Ra, la principessa del potere del 1985.

## Biografia del personaggio
È una specie di porcellino con ali di pipistrello blu trasformista e fedele servitore di Hordak, che malgrado la sua malvagità, è sempre pronto a difenderlo mostrando quasi il suo lato buono come un padre verso il figlio, come si evince nell'episodio Ombre e teschi, dove gli altri Horde manifestano antipatia nei suoi confronti.